# El Soyate, Jalisco
El Soyate är en ort i Mexiko.   Den ligger i kommunen Lagos de Moreno och delstaten Jalisco, i den centrala delen av landet, 400 km nordväst om huvudstaden Mexico City. El Soyate ligger 1 996 meter över havet och antalet invånare är 123.
Terrängen runt El Soyate är platt åt sydost, men åt nordväst är den kuperad. Runt El Soyate är det ganska tätbefolkat, med 56 invånare per kvadratkilometer. Närmaste större samhälle är Lagos de Moreno, 17,3 km söder om El Soyate. Trakten runt El Soyate består till största delen av jordbruksmark.